# Jamník (Košice)
|  | No s'ha de confondre amb Jamník (Žilina). |

Jamník és un poble i municipi d'Eslovàquia. Es troba a la regió de Košice, a l'est del país.

## Història
La primera referència escrita de la vila data del 1277.

## Demografia
| Godina             | 1994 | 2004   | 2014    | 2024   |
| ------------------ | ---- | ------ | ------- | ------ |
| Nombre de persones | 1049 | 1061   | 1171    | 1202   |
| Diferència         |      | +1,14% | +10,36% | +2,64% |

| Godina             | 2023 | 2024   |
| ------------------ | ---- | ------ |
| Nombre de persones | 1192 | 1202   |
| Diferència         |      | +0,83% |